# Pål Enger
Pål Enger, född 26 mars 1967 i Oslo, död 29 juni 2024 i Oslo, var en norsk konsttjuv, och fotbollsspelare, mest känd för att ha stulit målningarna Skriet och Vampyren av Edvard Munch. Under sin fotbollskarriär spelade han för Vålerenga Fotball.

## Uppväxt och fotboll
Enger var under uppväxten en del av kärnan i det kriminella Tveitagänget ledd av penningindrivaren Jan Kvalen, vilket ledde till ett års straff för vinstsysselsättning som 16-åring. När han var 19 år gammal avtjänade han sitt första straff på Ullersmo fängelse.
Pål Enger var en lovande fotbollsspelare för Vålerenga och spelade bland annat Europacupmatcher för klubben när han var 19 år. 1991, efter att ha avtjänat tre års fängelse för stölden av Vampyren försökte Enger ta upp fotbollen igen, och spelade för Mercantile i 2. divisjon.

## Konststölder
Den 23 februari 1988 klättrade Enger in i ett fönster på Munchmuseet i Oslo och stal tavlan Vampyren av Edvard Munch. Samma år låg han bakom den största stölden i sitt slag när han bröt sig in i juvelerarbutiken Tostrup på Karl Johans gate och stal varor för 4,8 miljoner norska kronor. Den 12 februari 1994 stal han Skriet av Edvard Munch från Nasjonalmuseet for kunst, arkitektur og design.
Han har även dömts för en rad andra vinst-, trafik- och narkotikabrott, samt ett antal trafikförseelser.
I december 2015 åtalades Enger för att ha stulit totalt 17 tavlor från galleriet Fineart på Aker brygge i Oslo. Tolv av tavlorna var gjorda av Hariton Pushwagner, övriga konstverk var gjorda av Vebjørn Sand och Bjarne Melgaard. Enligt Dagbladet hittades en plånbok med Engers legitimation i galleriet. Enger erkände sig delvis skyldig och erkände att han stulit fem Pushwagnertavlor.
Enger började måla under en fängelsevistelse 2007. Först djur och fordon, och sedan abstrakta motiv. I mars 2011 öppnade han en egen konstutställning med ett antal abstrakta verk.
Enger avled den 29 juni 2024, 57 år gammal.